# Zgromadzenie Sióstr Franciszkanek od Cierpiących
Franciszkanki od cierpiących, Zgromadzenie Sióstr Franciszkanek od Cierpiących – wspólnota niehabitowych  sióstr zakonnych założona w końcu XIX wieku przez siostrę Kazimierę Gruszczyńską z pomocą bł. Honorata Koźmińskiego. Patronką zgromadzenia jest Matka Boża Nieustającej Pomocy.

## Opis Zgromadzenia
Za założycieli zgromadzenia uznaje się ks. Honorata Koźmińskiego i s. Kazimierę Gruszyńską. Stowarzyszenie powstało w 1882 r., w czasach, gdy Polska znajdowała się pod zaborami i kiedy zakony habitowe zostały skasowane przez zaborców. Pierwszą placówką był dom w Warszawie przy ul. Wilczej 7, który działał pod osłoną dobroczynnego zakładu „Przytulisko” i gdzie obecnie ma swą siedzibę Zarząd Generalny.
Siostry Franciszkanki za przykładem św. Franciszka kształtują swoje życie na Ewangelii. Zgromadzenie przejęło ideały swej Założycielki, która z miłości do Chrystusa pragnęła poświęcić swe życie służbie chorym i cierpiącym. Wierne franciszkańskiemu charyzmatowi zakonnice szczególną uwagę zwracają na umiłowanie i praktykowanie ubóstwa, pogodę ducha, wyrzeczenie się siebie, ducha pokuty, umartwienia i poświęcenia dla chorych.

## Placówki Zgromadzenia
- Dom Zakonny w Karczewie-Anielinie
- Dom Zakonny w Kozienicach
  - Kościół św. Józefa w Kozienicach
- Dom w Rabie Wyżnej
- Kaplica Matki Boskiej Nieustającej Pomocy w Warszawie
- Dom Pomocy Społecznej Zgromadzenia Sióstr Franciszkanek od Cierpiących w Białymstoku[1]